# Manduca kuschei
Manduca kuschei är en fjärilsart som beskrevs av Clark 1920. Manduca kuschei ingår i släktet Manduca och familjen svärmare. Inga underarter finns listade i Catalogue of Life.